# Hauenstein (Wüstung)
Hauenstein ist eine Wüstung und ein ehemaliges Gehöft auf Hausener Gemarkung auf einer Höhe von etwa 725 Meter über dem Meeresspiegel.

## Geschichte

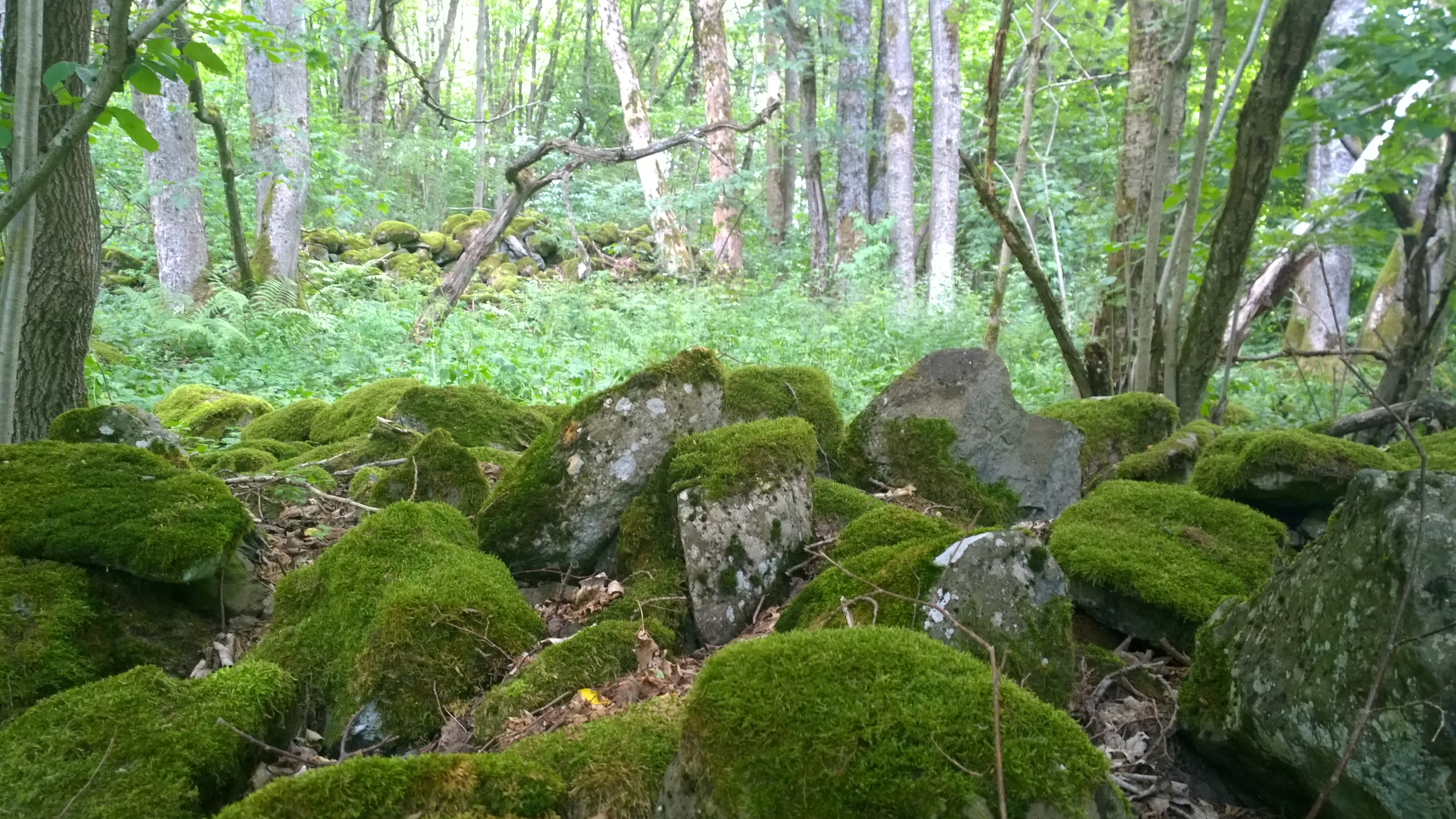
Reste der Umfassungsmauern des Hofes

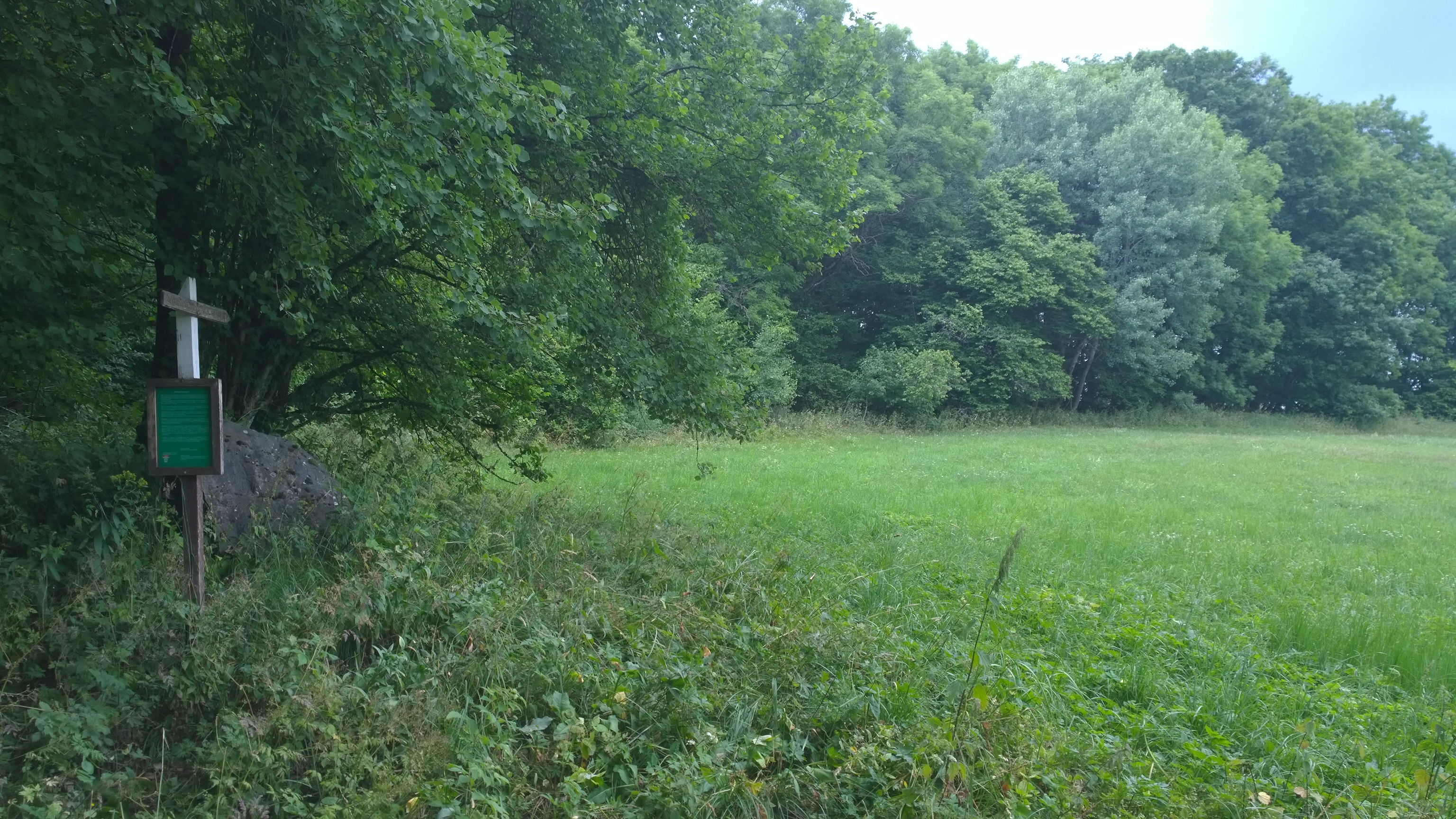
Infotafel und die ehemalige landwirtschaftliche Fläche östlich des Hofes zur NES26

Der Hof Hauenstein war ein adliges Freigut (von grundherrlichen Abgaben und Diensten befreites Gut) der Herren Sittig und Hans Wilhelm von Rapp. Im Jahr 1580 wurde er das erste Mal urkundlich erwähnt. Der Hof hat die Form eines Vierecks, umgeben von einer Mauer und einem Graben. 1611 wurde er an den Edlen Otto Heinrich von Bastheim mit einer Größe von 220 Morgen verkauft. Heinrich verpachtete das Gut weiter. Georg Büx (1605) und Wilhelm Reinhard (1615) sind namentlich überlieferte Pächter. Die Ackerflächen befanden sich nördlich und östlich des Hofes.
1636 wurde der Hof an das Juliusspital in Würzburg verpfändet. Das Gebäude verfiel durch Vernachlässigung und einem Brand im Dreißigjährigen Krieg. 1630 galt der Hof als aufgegeben, jedoch ohne direkte Kriegsschäden. 1672 ging der Hof nach einer Abschlagszahlung von 100 Reichstalern  in das Eigentum des Juliusspitals über und wurde, wohl da der Aufwand für eine Wiederinbetriebnahme als zu groß eingeschätzt wurde, von der Gemeinde bei einer Versteigerung für 2000 fränkische Gulden erworben. Noch im 19. Jahrhundert sollen Gebäudereste und ein Kellereingang sichtbar gewesen sein.
Heute erinnern nur noch Altwege vom Plateau der Hochrhön und vom im Tal liegenden Hausen, Reste der steinernen Umfriedung und eine Informationstafel an den wüst gefallenen Weiler.

## Hauenstein Bergrennen
Die Wüstung ist Namensgeber des seit 1969 ausgetragenen Hauenstein Bergrennens, das in einer Niederung zwischen Hausen und Rüdenschwinden startet und am Rhönhof endet. Das Bergrennen wird auf der nahegelegenen Kreisstraße NES 26 sowie teilweise auf der Kreisstraße NES 27 ausgetragen.